# Officegate

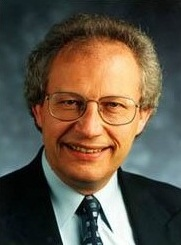
Retrato oficial de Henry Mcleish

El escándalo de Officegate fue una controversia que tuvo como principal protagonista al Ministro Principal de Escocia en ese tiempo, Henry McLeish.
Tuvo como principal resultado la renuncia de este y la asunción de Jack McConnell como Ministro Principal.
El escándalo consistió en que durante su tiempo en Westminster, subarrendó parte de su oficina en Fife, pero no se aseguró de que fuera registrado, ni de que el partido efectuara el traspaso de los ingresos por esa razón a la Cámara de los Comunes.